# Roberto Esper Rebaje
Roberto Esper Rebaje (Barranquilla, 5 de abril de 1926-Barranquilla, 24 de febrero de 2017) fue un periodista, empresario y líder social colombiano de ascendencia libanesa. Era reconocido por fundar los medios de difusión La Libertad y Cadena Radiales del Grupo La Libertad.

## Biografía
Roberto Esper nació en Barranquilla. Fue hijo del libanés Teofilo Esper donde estudió en el Colegio Salsesiano de San Roque durante su adolescencia laboró a lado de su padre de telas y textiles en su ciudad natal. En 1950 comienza su carrera como empresario en crear cadenas de supermercados minorista Supermercados Robertico en los cuales tuvo su éxito en sus inicios en que se expandió en toda ciudad y posteriormente la clausuró. En 1972 funda las cadenas radiales de formato periodístico y variedades Radio Libertad, Radio Aeropuerto, Emisoras Unidas, Emisora 1220 AM, Radio Playa Mendoza Radio Torices de Cartagena de Indias y Radio Ondas del Caribe de Santa Marta después funda el periódico La Libertad en 1979 en la cual se consolidó como periódico de Barranquilla Por detrás de El Heraldo, líder en Barranquilla y en la costa.
Durante su carrera como director se encaminó a la política en el Concejo Barranquilla por el Movimiento de Integración Cívica (MIC). Además, aspiró a la Cámara de Representantes. En 2003 compró acciones de El Espacio de Bogotá se consolida su expansión de periodismo. El 24 de febrero de 2017 fallece tras una larga complicación de salud.